# Kanton Remich
Kanton Remich (francouzsky Canton de Remich, lucembursky Kanton Réimech) se rozkládá v jihovýchodní části Lucemburského velkovévodství.

## Poloha, popis
Na severu sousedí s kantonem Grevenmacher, a na západě s kantonem Esch an der Alzette a Luxemburg. Na východě pak hraničí s německými spolkovými zeměmi Porýní-Falc (Rheinland-Pfalz) a Sársko (Saarland) a na jihu s francouzským regionem Grand Est.
Kanton se rozkládá na ploše zhruba 128 km². Správním střediskem kantonu je město Remich.

## Správní rozdělení
Kanton Remich je složen celkem z 8 obcí, jimiž jsou:
| P.č. | Jméno obce    | Obyvatel |
| ---- | ------------- | -------- |
| 1    | Bad Mondorf   | 4800     |
| 2    | Bous          | 1518     |
| 3    | Dalheim       | 2045     |
| 4    | Lenningen     | 1800     |
| 5    | Schengen      | 4615     |
| 6    | Remich        | 3482     |
| 7    | Stadtbredimus | 1794     |
| 8    | Waldbredimus  | 929      |

V tabulce jsou uvedeny počty obyvatel k 1. 1. 2016. Na území kantonu v lednu 2016 žilo 20 983 obyvatel.